# Загадка Торского моста
«Загадка Торского моста» (англ. The Problem of Thor Bridge) — один из рассказов английского писателя Артура Конан Дойла о знаменитом сыщике Шерлоке Холмсе. Входит в завершающий сборник рассказов «Архив Шерлока Холмса», опубликованный в 1927 году.

## Сюжет
К Шерлоку Холмсу обращается за помощью знаменитый золотопромышленник Нейл Гибсон. Его жена была застрелена в парке, возле некоего Торского моста в имении Гибсона. Все улики указывают на виновность молодой гувернантки, мисс Данбер, воспитывающей детей Гибсона и проживающей в его доме. Мисс Данбер считают любовницей Гибсона, которая убила законную жену из желания занять её место.
Незадолго до визита Гибсона на Бейкер-стрит приходит его управляющий имением, мистер Бэйтс, который характеризует своего хозяина как «жуткого негодяя». Общение Холмса и Гибсона складывается напряженно, так как Гибсон оказывается очень грубым и высокомерным человеком. Он не отрицает, что не любил свою жену и пытался ухаживать за мисс Данбер, но исключает причастность гувернантки к убийству. В конце концов, Холмс решает приступить к расследованию исключительно из-за молодой девушки, так как Холмс не вполне уверен в её виновности. Выехав вместе с Ватсоном в имение Гибсона, Холмс осматривает место преступления и находит на каменном парапете Торского моста маленькую щербину.
На следующий день Холмс и Ватсон посещают мисс Данбер в тюрьме. Она чистосердечно рассказывает им, что действительно встречалась возле Торского моста с женой Гибсона, но убежала прочь, так как невменяемая от ревности женщина обрушилась на мисс Данбер со страшной руганью. В конце разговора с мисс Данбер Холмса внезапно осеняет догадка, и вскоре он идет с Ватсоном и сержантом местной полиции Ковентри на Торский мост, чтобы провести некий эксперимент. Привязав с помощью бечевки к концу револьвера, одолженного у Ватсона, большой камень, Холмс перекидывает этот камень через парапет Торского моста. Как только Холмс разжимает руку, камень устремляется вниз, в воду, и тянет за собой на веревке револьвер, который, звонко щёлкнув по парапету, также падает в воду. А на парапете появляется ещё одна маленькая щербина. Холмс раскрывает это дело и рассказывает примерный ход событий.
Обезумев от ревности, жена Гибсона решает покончить жизнь самоубийством, но планирует при этом погубить свою молодую соперницу, представив её убийцей. Она подбрасывает один револьвер в комнату гувернантки, устраивает встречу на мосту, а после того, как мисс Данбер убегает, жена Гибсона совершает самоубийство и, с помощью разгаданной Холмсом уловки, топит револьвер в пруду.

## Публикации
- Произведение публиковалось в Журнале «Вокруг Света», в № 2, за 1928 год, с. 13-18
- «The Problem of Thor Bridge», The Stuff of Argument, [by] Sophie Johnson. [West Melbourne, Victoria, Australia]: Nelson, [1980]. p. 128—139.
- «The Problem of Thor Bridge», Illustrated by G. Patrick Nelson. Hearst’s International, 41, No. 2 (February 1922), 6-7, 69; 41, No. 3 (March 1922), 14-15, 60-62.
- «The Problem of Thor Bridge», Illustrated by A. Gilbert. The Strand Magazine, 63, No. 374 (February 1922), 94-104; 63, No. 375 (March 1922), 211—217.
- «The Crime at Thor Bridge», Sunday Chronicle [Manchester] (February 9, 1930), 9, 19. illus.